# Felix Dreyschock
Felix Dreyschock, född den 27 december 1860 i Leipzig, död den 1 augusti 1906 i Berlin, var en tysk pianist. han var son till Raimund Dreyschock och brorson till Alexander Dreyschock.
Dreyschock var elev av Kiel, Taubert och Ehrlich i Berlin, där han 1883 började konsertera. I Stockholm uppträdde han med framgång 1886 och 1889 både som virtuos och tonsättare. Han skrev större och mindre saker för piano, violin, sång, orkester och så vidare.